# Kardinya
Kardinya är en del av en befolkad plats i Australien. Den ligger i kommunen Melville och delstaten Western Australia, omkring 13 kilometer söder om delstatshuvudstaden Perth. Antalet invånare är 8 874.
Runt Kardinya är det tätbefolkat, med 383 invånare per kvadratkilometer.. Närmaste större samhälle är Perth, omkring 13 kilometer norr om Kardinya. 
Runt Kardinya är det i huvudsak tätbebyggt. Genomsnittlig årsnederbörd är 1 018 millimeter. Den regnigaste månaden är maj, med i genomsnitt 176 mm nederbörd, och den torraste är februari, med 9 mm nederbörd.